# عدم التدخل في الحرب الأهلية الإسبانية
خلال الحرب الأهلية الإسبانية اتبعت العديد من الدول مبدأ عدم التدخل لتجنب أي تصعيد أو توسيع محتمل للحرب إلى دول أخرى. ونتج عن ذلك توقيع اتفاقية عدم التدخل في أغسطس 1936 وإنشاء لجنة عدم التدخل التي بدأ اجتماعها في سبتمبر، بترتيب من الحكومتين الفرنسية والبريطانية. ومن أهم أعضاء اللجنة الاتحاد السوفييتي وإيطاليا الفاشية وألمانيا النازية. وحظيت اللجنة بدعم من 27 دولة.
تم طرح خطة للسيطرة على المواد الواردة إلى إسبانيا في أوائل 1937، مما أخضع الجمهورية الإسبانية لعزلة دولية وحظرًا اقتصاديًا شديد، لكن الخطة خرقها الدعم الألماني والإيطالي الحاسم والفوري للقوميون الإسبان. كما نوقش موضوع المتطوعين كثيرًا، ولكن لم تخرج بنتائج حاسمة. على الرغم من أن الاتفاقيات التي تم التوقيع عليها أواخر الحرب، إلا أن إبرامها كان خارج اللجنة. لم تنجح الجهود لمنع تدفق مواد الحرب إلى إسبانيا، فقد أثبتت المشاركة الأجنبية فعاليتها في نتائج تلك الحرب. إذ استمرت ألمانيا وإيطاليا والاتحاد السوفيتي على خرق الاتفاق الذي وقعوا عليه، أما فرنسا فكانت من حين لآخر. ولكن ظلت بريطانيا ملتزمة بقوة للاتفاقية.

## اتفاقية عدم التدخل

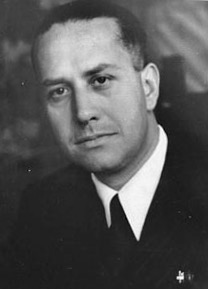
غالياتسو تشانو وزير خارجية إيطاليا.

قدم اقتراح عدم التدخل واتفاقية عدم التدخل بمبادرة دبلوماسية مشتركة من حكومتي فرنسا والمملكة المتحدة. وهو جزء من سياسة الاسترضاء، كان الهدف منها ايقاف حرب بالوكالة، ومنع انزلاق التصعيد العسكري إلى صراع على مستوى أوروبا. حيث إيطاليا وألمانيا تدعمان القوميين الإسبان منذ بداية الصراع، ودعم الاتحاد السوفييتي الجمهوريين الإسبان بعدها بأربعة أشهر.
وفي 3 أغسطس 1936 قدم تشارلز دي شامبرون سفير فرنسا في إيطاليا خطة عدم التدخل من الحكومة الفرنسية، ووعد غالياتسو تشانو بدراستها. أما البريطانيين فقد قبلوا مبدئيا الخطة على الفور. في اليوم التالي عرض السفير الفرنسي أندريه فرانسوا بونسيه الخطة ذاتها على وزير خارجية ألمانيا كونستانتين فون نيورات. وكان الرد الألماني هو أن الإعلان ليس ضروريًا، ويمكن عقد مناقشات حول منع انتشار الحرب إلى باقي أوروبا بحضور الاتحاد السوفييتي. وأقر في اجتماع الفرنسيين مع نيورات أن كلا البلدين يزودان أطراف الحرب، ففرنسا تمول الجمهوريين وألمانيا تدعم القوميين. قام الفرنسيون باتباع نهج مماثل تجاه الاتحاد السوفيتي. وفي 6 أغسطس أكد تشانو الدعم الإيطالي من حيث المبدأ. ووافق السوفييت على الاتفاق شرط دخول البرتغال، مع أن صحيفة برافدا ادعت أن العمال السوفييت أرسلوا 12,145,000 روبل إلى إسبانيا. وأوقفت ألمانيا وإيطاليا مساعداتهما على الفور.
في 7 أغسطس 1936 أعلنت فرنسا من جانب واحد عدم التدخل. وقد عرضت مسودة الإعلانات على الحكومتين الألمانية والإيطالية. وقد قبلت الإعلان الفرنسي كلا من المملكة المتحدة وبلجيكا وهولندا وبولندا وتشيكوسلوفاكيا والاتحاد السوفياتي، التي تخلت عن المتاجرة عن جميع أنواع المواد الحربية المباشرة وغير المباشرة. كما طُلب من وزير الخارجية البرتغالي أرميندو مونتيرو القبول لكنه سكت. وأعطى البريطانيون إنذارًا نهائيًا لإيفون دلبوس لوقف الصادرات الفرنسية إلى إسبانيا، وإلا لن تكون بريطانيا ملزمة بالعمل بموجب معاهدة لوكارنو. فعلقت جميع الصادرات الممنوعة إلى إسبانيا يوم 9 أغسطس. ومع ذلك استمرت عمليات جمع المواد الغذائية والملابس واللوازم الطبية للجمهوريين الإسبان. وفي 9 أغسطس أبلغ الألمان البريطانيين زوراً أن «ألمانيا لم ترسل أي مواد حربية ولن تفعل ذلك». وأثناء قيام بحرية الجمهورية الإسبانية بحصار مضيق جبل طارق، كان أحد الجنود الألمان قد وقع أسيرا عندما سقطت طائرته يونكرز الألمانية في أراضي الجمهورية، وتم تفسير ذلك بأنه مجرد طائرة نقل، واشترطت ألمانيا الإفراج عنه قبل التوقيع على ميثاق عدم التدخل. أما البرتغال فقد قبلت الاتفاق في 13 أغسطس مالم تهدد الحرب حدودها.
كان هناك إجماع شعبي في كلا البلدين للخطة، وهو أقوى في المملكة المتحدة حيث حزب العمال الاشتراكي يؤيدها بقوة، وأراد اليسار في فرنسا مساعدة الجمهوريين مباشرة. وكاد حزب العمال أن يرفض اتفاقية عدم التدخل في أكتوبر 1937. حيث انقسم اتحاد نقابات العمال البريطاني. ففي تقرير من لجنة تحقيق في الانتهاكات المزعومة لاتفاق عدم التدخل في إسبانيا تم إعداده في لندن برعاية الكومنترن برئاسة شخصيات محترمة. فقد كانت حكومتي بريطانيا وفرنسا خائفتين من اندلاع الحرب العالمية الثانية، وكانت فرنسا تعتمد على الدعم البريطاني بشكل عام. وخشي ليون بلوم رئيس وزراء فرنسا من أن الدعم الصريح للجمهورية سيؤدي إلى حرب أهلية داخلية، وقد يستولي الفاشيون على فرنسا، مما يؤدي بالنهاية إلى عدم حدوث تغييرات في إسبانيا.

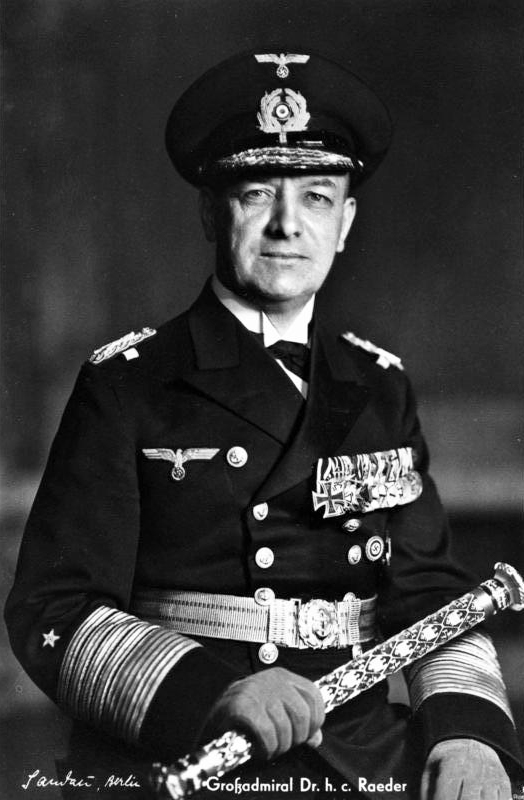
الأدميرال إريش رايدر آمر البحرية الألمانية (كريغسمارينه).

وفي 5 أغسطس 1936 أعلنت الولايات المتحدة أنها ستتبع سياسة عدم التدخل لكنها لم تعلن عنها رسميًا. وقد وصف وكيل وزارة الخارجية سومنر ويلز عزلتها عن الحرب الإسبانية بأنها كارثية. وبعد خمسة أيام استفسرت شركة شركة قلين إل مارتن عما إذا كانت الحكومة ستسمح ببيع ثمانية قاذفات قنابل إلى سلاح الجو الجمهوري الإسباني، فكان الرد سلبي. وأكدت الولايات المتحدة أيضًا أنها لن تشارك في العديد من محاولات الوساطة، بما في ذلك محاولة من منظمة الدول الأمريكية. سرعان ما أصبحت المكسيك الداعمة الأولى للجمهوريين علنيا. وفي 15 أغسطس حظرت المملكة المتحدة تصدير المواد الحربية إلى إسبانيا. وافق أيضًا الوزير الألماني نوراث على الاتفاقية واقترح إضافة المتطوعين، الذين سينضم الكثير منهم إلى الألوية الدولية. وبالمثل وافقت إيطاليا ووقعت في 21 أغسطس بعد هجوم دبلوماسي حازم من بريطانيا وفرنسا. يرجع التراجع المفاجئ للآراء إلى الاعتقاد المتزايد بأن البلدان لا يمكنها الالتزام بالاتفاقية على أي حال. وطالب الأدميرال إريش رايدر الحكومة الألمانية إما دعم القوميين بالكامل ومن ثم دفع أوروبا إلى حافة الحرب أو التخلي عنهم. في 24 أغسطس وقعت ألمانيا.
كان الاتحاد السوفياتي حريصًا على أن لايكون خارج الاتفاق، فوافق عليها في 23 أغسطس 1936، وأعقبها مرسوم من ستالين بحظر تصدير المواد الحربية إلى إسبانيا، وبالتالي جعل السوفييت يتماشون مع القوى الغربية. فالسياسة الخارجية السوفيتية اعتبرت الأمن المشترك ضد الفاشية الألمانية هي أولوية، ووافق الكومنترن على نهج مماثل في سنة 1934. لقد سار على خط رفيع بين إرضاء فرنسا وعدم إعاقة الثورة العالمية والمثل الشيوعية. كان هذا أيضًا وقت أول تجارب مهمة للبلاشفة القدماء أثناء التطهير الكبير. كانت الصحافة والمجموعات المعارضة السوفيتية ضد عدم التدخل، ولم يكن من الممكن أن تكون الأعمال السوفيتية أبعد من هدف نشر الثورة.
في ذلك الوقت تم إنشاء لجنة عدم التدخل لدعم الاتفاق، لكن بات واضحًا جدا التعامل المزدوج للسوفييت والألمان. كما ألغت الاتفاقية الحاجة إلى إعلان الحيادية، وهذا مما منح القوميين والجمهوريين السيطرة على مناطق الحياد في الأراضي التي يسيطرون عليها، وكان لها وضع قانوني ضعيف. وفي المملكة المتحدة استند جزء من المنطق إلى اعتقاد مبالغ فيه باستعداد ألمانيا وإيطاليا للحرب.
جادل العديد من المؤرخين بأن السياسة البريطانية بعدم التدخل كانت نتاج معاداة المؤسسة الحاكمة للشيوعية. بدلاً من ذلك ذكر سكوت رامزي بأن بريطانيا أظهرت «الحياد الخيري» وكانت تحوط رهاناتها ببساطة، متجنبة تفضيل طرف أو آخر. كان هدفها أنه في حرب أوروبية مستقبلية، ستتمتع بريطانيا «بالحياد الخيري» من أي طرف فاز في إسبانيا. كما كانت الحكومة البريطانية قلقة بشأن اليمين المتطرف وخلصت إلى أنه لا يوجد قاعدة مرغوب فيها من الحكومة تجاه إسبانيا بسبب الوضع الحالي.

## لجنة عدم التدخل
كان غرض لجنة عدم التدخل (1936-1939) الظاهري هو منع وصول الأفراد والعتاد إلى الأطراف المتحاربة في الحرب الأهلية الإسبانية، كما هو في بنود اتفاقية عدم التدخل. اجتمعت اللجنة لأول مرة في لندن يوم 9 سبتمبر 1936 وحضرها ممثلون عن دول أوروبية فقط ماعدا سويسرا التي حظرت سياستها الحيادية حتى في العمل الحكومي الدولي. ورأسها وس موريسون وزير الخزانة البريطاني. كان الاجتماع معنيا في الغالب بالإجراءات. ومثٌَل فرنسا تشارلز كوربن، وإيطاليا دينو غراندي، والسوفييت مثلهم إيفان ميسكي. ومثل ألمانيا ريبنتروب (مع فون بسمارك نائبا له) لكنه ترك الإدارة إلى غراندي على الرغم من أنهم وجدوا صعوبة في العمل معه. ولم يتم تمثيل البرتغال، بالرغم من وجودها كان مطلبًا سوفييتيًا. لم يكن هناك أمل كبير في اللجنة، حيث كان البريطانيون والفرنسيون على دراية باستمرار شحن الأسلحة للقوميين من إيطاليا وألمانيا. واحتجت بريطانيا مرتين عند الإيطاليين، الأولى بسبب هبوط الطائرات الإيطالية في مايوركا، والأخرى استباقية بشأن أي تغيير كبير في البحر الأبيض المتوسط. حاول كل من ستانلي بالدوين رئيس الوزراء البريطاني وبلوم إيقاف الصادرات الدولية إلى إسبانيا، واعتقدوا أن ذلك هو في مصلحة أوروبا. وتعرضت اللجنة لتهديد مساعدات السوفييت للجمهورية، التي بدأت بمجرد أن أصبح واضحًا أن اتفاقية عدم التدخل لن تمنع المساعدات الإيطالية والألمانية للقوميين.

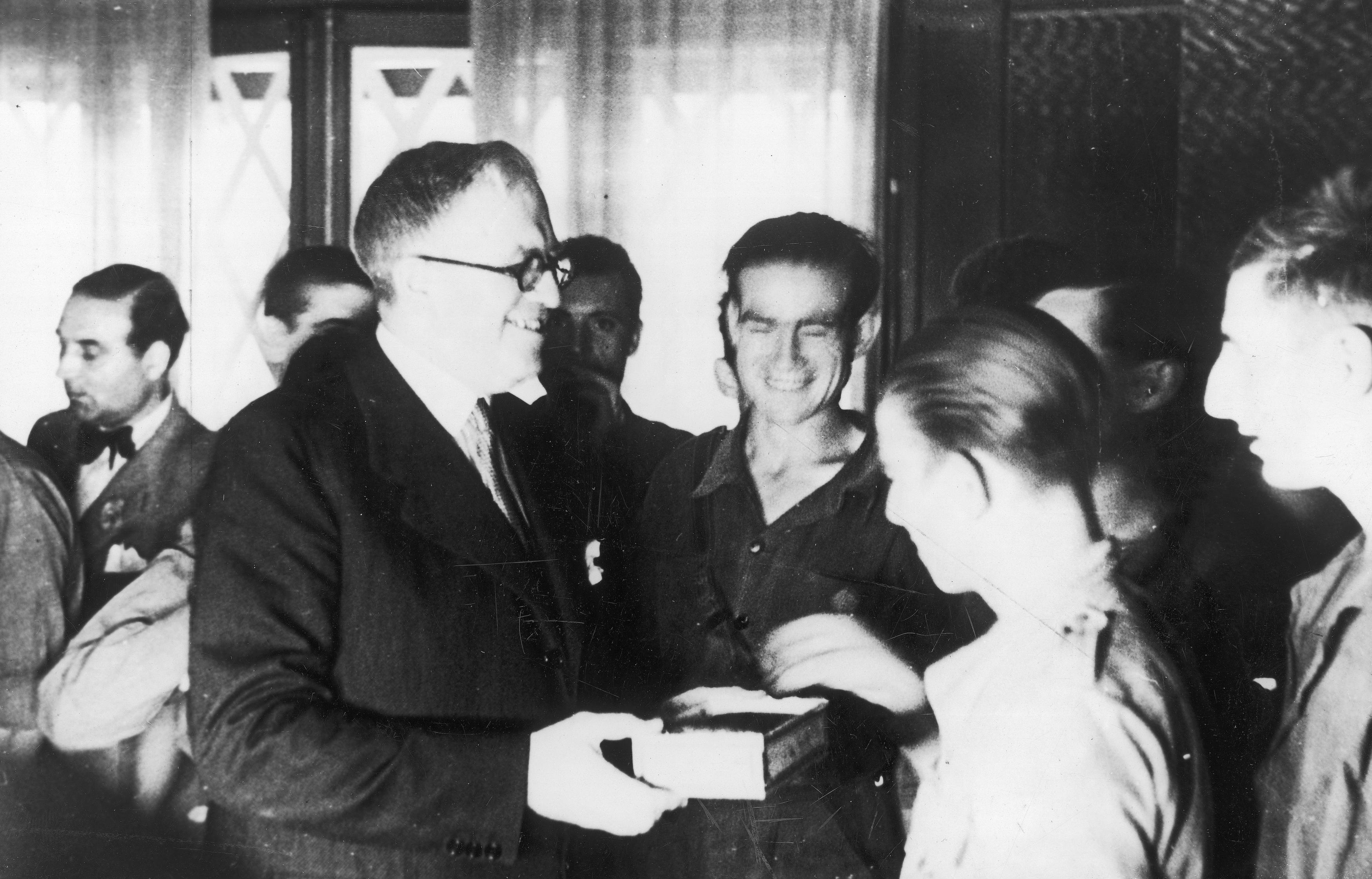
ألفاريز ديل فايو وزير خارجية إسبانيا.

عقد الاجتماع الثاني في 14 سبتمبر 1936. وأنشأ لجنة فرعية حضرها ممثلو بلجيكا وبريطانيا وتشيكوسلوفاكيا وفرنسا وألمانيا وإيطاليا والاتحاد السوفيتي والسويد للتعامل مع عدم التدخل اليومي. ومن خلال ذلك هيمنت المملكة المتحدة وفرنسا وألمانيا وإيطاليا ربما بشكل مثير للقلق على الاجتماع. فسمح للمساعدات السوفيتية غير العسكرية فقط، وليس مساعدات عسكرية. وفي ذات الوقت بدأت اجتماعات عصبة الأمم لسنة 1936، ليس فقط بالمشكلة الإسبانية ولكن أيضًا بمراجعة أزمة الحبشة. لقد ضعفت العصبة كثيرا لكنها مازالت تتحدث باسم السلام العالمي. هناك أقنع أنتوني إيدن مونتيرو بانضمام البرتغال إلى لجنة عدم التدخل. وتحدث ألفاريز ديل فايو ضد اتفاقية عدم التدخل بحجة أنه وضع الوطنيين المتمردين على قدم المساواة مع الحكومة الجمهورية، وأن الجمهورية بصفتها الحكومة الرسمية لها الحق في شراء الأسلحة. وفي 28 سبتمبر مثلت البرتغال في اللجنة لأول مرة، وحل إيرل بليموث محل موريسون في الكرسي البريطاني. ولأنه عضو في حزب المحافظين، غالبًا ما كان يعلق اجتماعات لصالح الإيطاليين والألمان، واتهمت اللجنة بالتحيز ضد السوفييت. وفي جنيف أكد ماكسيم ليتفينوف مرة أخرى الدعم السوفييتي، بناءً على اعتقاد أنه سيمنع الحرب. ومع ذلك ظلت الحكومة السوفيتية معادية للاتفاق ودعمت وجهة نظر ألفاريز بأنه اتفاق غير قانوني.
في 12 نوفمبر 1936 أدخلت تغييرات كبيرة على عمل اللجنة بالتصديق على خطط إرسال مراقبين إلى الحدود والموانئ الإسبانية لمنع خرق الاتفاق. وقد تأخر ذلك بسبب المطالب الإيطالية والألمانية لإدراج النقل الجوي، وهو ربما كان أسلوبًا للتأخير بسبب استحالة القيام بذلك بشكل فعال. ولوحظت المساعدات العسكرية الروسية التي تنقل إلى إسبانيا. وقد انقسمت فرنسا وبريطانيا حول الاعتراف بقوات فرانكو بأنها طرف محارب كما أراد البريطانيون، إلا أن الفرنسيون رفضوا ذلك. وفي 18 نوفمبر تضمنت الأخبار اعتراف الحكومتان الإيطالية والألمانية للقوميين بأنها حكومة حقيقية لإسبانيا. تم التوقيع على مشروع قانون بريطاني يمنع تصدير الأسلحة البريطانية إلى إسبانيا من السفن البريطانية من أي مكان. وطلب إيفون دلبوس التوسط لحل المشكلة؛ وفي الوقت نفسه ناشدت الجمهورية الإسبانية مجلس عصبة الأمم مساعدتها. واستبعد الرئيس الأمريكي فرانكلين روزفلت الذي تم الاتصال به تدخل الولايات المتحدة في عبارة «يجب ألا يكون هناك توقع بإرسال الولايات المتحدة قوات أو سفن حربية أو سيل من الذخائر والأموال مرة أخرى إلى أوروبا». وفي 4 ديسمبر 1936 توصلت فرنسا وبريطانيا مع إيطاليا وألمانيا وروسيا والبرتغال لطلب الوساطة. بحيث تكون هناك هدنة، وإرسال لجنة إلى إسبانيا، ثم بعد الاستفتاء تشكل حكومة تضم أولئك الذين لم يشاركوا في الحرب (مثل سلفادور دي مادرياغا). وبدا واضحا العدد الكبير من الجنود الألمان في إسبانيا، على الأقل 5000 جندي، إلا أن إيطاليا وألمانيا رفضتا مناقشة منعزلة لهذا الموضوع.
| ”                                                   | جرت تسوية للحرب الإسبانية في لندن وباريس وروما وبرلين - ولكن ليس في إسبانيا.. | “ |
| —جورج أورويل, in "Looking Back on the Spanish War". |                                                                               |   |

في 10 ديسمبر 1936 عرض ألفاريز قضية الجمهورية على عصبة الأمم، مطالبا أن تدين العصبة قرار إيطاليا وألمانيا الاعتراف بالوطنيين. وأشار إلى خطر توسع الحرب الإسبانية واقر أن لجنة عدم التدخل هي غير فعالة. وقد نفى الممثلان البريطاني اللورد كرانبورن والفرنسي إدوارد فينو هذا الاتهام، وناشدا العصبة بإقرار خطة الوساطة. فأدانت العصبة التدخل الخارجي في الحرب الأهلية الإسبانية، وحثت أعضائها على دعم عدم التدخل وأثنت على الوساطة. ثم أغلقت مناقشة إسبانيا وتركتها للجنة. لكن خطة الوساطة سقطت بعدها. فواصلت بريطانيا وفرنسا التفكير في خطط لمنع المتطوعين الأجانب من خارج اللجنة.
وفي 6 يناير 1937 دورة الانعقاد الأولى بعد العطلة البرلمانية [الإنجليزية]، أصدر الكونغرس الأمريكي قرارًا بحظر تصدير الأسلحة إلى إسبانيا وطالب الذين عارضوا مشروع القانون وهم الاشتراكيون الأمريكيون والشيوعيون والعديد من الليبراليين بوقف تصدير الأسلحة إلى ألمانيا وإيطاليا أيضًا بموجب قانون الحياد لعام 1935 نظرًا لأن التدخل الأجنبي يشكل حالة حرب في إسبانيا. وقلل كورديل هل من مدى فاعلية العمليات الألمانية والإيطالية، على الرغم من وجود أدلة على عكس ذلك. فاستجاب السوفييت لطلب حظر المتطوعين في 27 ديسمبر، والبرتغال في 5 يناير، وألمانيا وإيطاليا في 7 يناير. وكتب أدولف هتلر الإعلان الألماني. وفي 10 يناير 1937 قدمت بريطانيا وفرنسا إلى ألمانيا طلبًا آخر لتجريم التطوع. استمر القلق من حجم وحدود ونتائج التدخل الألماني في إسبانيا. في 20 يناير فرضت إيطاليا وقفاً اختيارياً على المتطوعين، وفي 25 يناير وافقت ألمانيا وإيطاليا على دعم القيود لمنع المتطوعين، معتقدين أن الإمدادات للقوميين كافية الآن. في ذلك الاجتماع تحدث كل من الألمان والإيطاليين كما لو أن رجالهم في إسبانيا كانوا متطوعين أصيلين. وقعت أيرلندا على قانون الحرب الأهلية الإسبانية (عدم التدخل) لسنة 1937 ليصبح نافذًا في 24 فبراير مع عقوبات على مصدري المواد الحربية وعلى الخدمة في القوات العسكرية للقتال، وتقييد السفر إلى إسبانيا. ومع ذلك استمرت المساعدات السوفيتية العسكرية في الوصول إلى إسبانيا عبر البحر الأبيض المتوسط. واستمرت كذلك بريطانيا وفرنسا وألمانيا وإيطاليا وروسيا في الاعتقاد بأن الحرب الأوروبية ليست في مصلحتهم. ولكن عدم التدخل قد يترك أحد جانبي الصراع مهزوما، وهو ماحرصت ألمانيا وإيطاليا والاتحاد السوفيتي على تجنبه.

### خطة التحكم

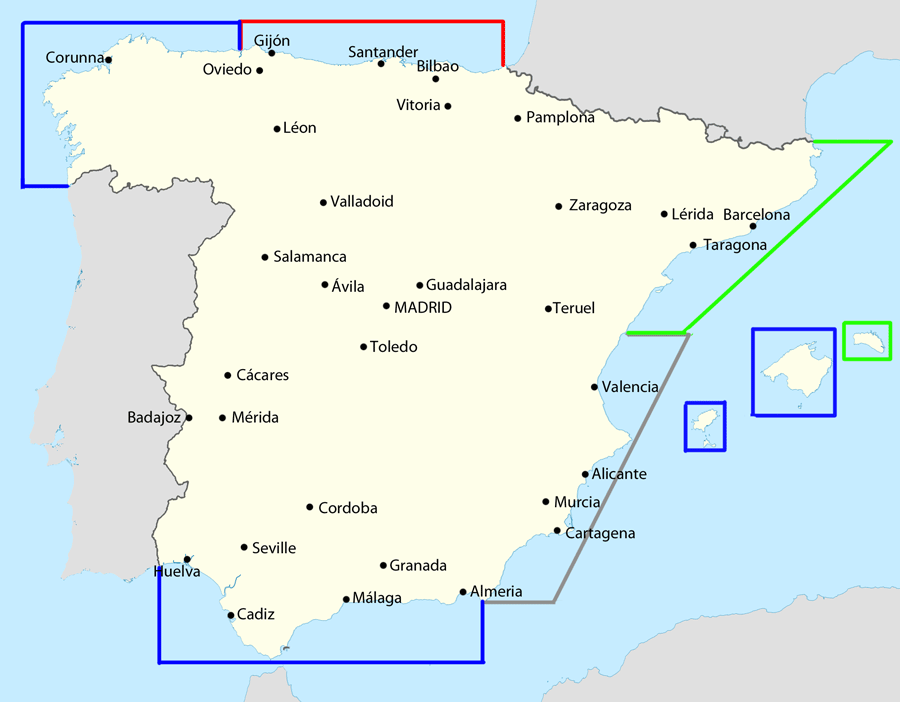
خريطة توضح تأسيس مناطق المراقبة للبلدان الأربعة (الأحمر - المملكة المتحدة؛ الأزرق - فرنسا؛ الأخضر - إيطاليا؛ الرمادي - ألمانيا).

أُرسِل المراقبين إلى الموانئ والحدود الإسبانية، وبلغ بذلك ريبنتروب وجراندي بالموافقة على الخطة، حيث شحنت كميات كبيرة لتلك المهمة. لم تقبل البرتغال بالمراقبين مع أنها وافقت على الأفراد الملحقين بالسفارة البريطانية في لشبونة. وحددت كلفة المخطط بمبلغ 898,000 جنيه إسترليني. ستدفع كل من بريطانيا وفرنسا وألمانيا وإيطاليا والاتحاد السوفيتي 16٪، أما الـ 20٪ الباقية فستدفعها 22 دولة أخرى. تم تخصيص مناطق الدورية لكل مقاطعة من المقاطعات الأربع؛ وأنشئ مجلس دولي لإدارة المخطط. استغرق إعداد المخطط حتى أبريل. بدا هذا الأمر للجمهوريين وكأنه يضيف إهانة لهم لأن نقل الأسلحة إلى القوميين سيتم الآن مراقبته من قبل الدول التي تمدهم. على الرغم من الاتهامات بأن 60,000 إيطالي موجودون الآن في إسبانيا وإعلان غراندي أنه كان يأمل ألا يغادر أي متطوع إيطالي حتى انتهاء الحرب، بدا أن الوفد الألماني كان يأمل في أن تكون خطة السيطرة فعالة. وهناك تأكيدات إيطالية بأنها لن تكسر مبدأ عدم التدخل.
في مايو 1937 سجلت اللجنة هجومين لطائرات سلاح الجو الجمهوري الإسباني على سفن الدورية في جزر البليار، الأول على الطراد الإيطالي بارليتا والثاني على الطراد الحربي الألماني دويتشلاند. وتكررت الدعوات إلى انسحاب المتطوعين من إسبانيا، وأدانت قصف المدن المفتوحة وأبدت الموافقة على العمل الإنساني. قالت ألمانيا وإيطاليا إنهما ستنسحبان من اللجنة ومن الدوريات ما لم يتم ضمان عدم وقوع أي هجمات أخرى. شهد مطلع يونيو عودة ألمانيا وإيطاليا إلى اللجنة والدوريات. مع تجاهل تحفظ إيطاليا للعمليات في إسبانيا. على النقيض من ذلك لا تزال تعد من الجرائم في ألمانيا ذكر العمليات الألمانية. في أعقاب الهجمات على الطراد الألماني لايبزيغ يومي 15 و 18 يونيو، واتهمت ألمانيا الجمهوريين لكنهم نفوا، فانسحبت مرة أخرى مع إيطاليا من الدوريات ولكن ليس من اللجنة. وذلك شجع الحكومة البرتغالية إلى إخراج المراقبين البريطانيين على الحدود الإسبانية البرتغالية.
ظلت المناقشات بشأن الدوريات معقدة. فعرضت بريطانيا وفرنسا استبدال ألمانيا وإيطاليا بدوريات من إداراتهما، ولكن الأخيرتين اعتقدتا أن تلك الدوريات ستكون متحيزة للغاية، فطلبتا أراض للسيطرة عليها مع إعطاء حق المقاتلة مع القوميين، بحيث يمكن استخدام حق البحث المطلوبين من الجمهوريين والقوميين لاستبدال الدوريات البحرية. فاعتبرها الفرنسيون تخلي عن ضبط الحدود أو ربما تهرب عن عدم التدخل. ومع ذلك كان اعتماد الفرنسيين على البريطانيين، الذين أرادوا الاستمرار بالدوريات. وهكذا واصلت بريطانيا وفرنسا العمل على عدم التدخل؛ على الرغم من أنهم اعتبروها فعالة، مع أنه قُدر أن حوالي 42 سفينة هربت من التفتيش بين أبريل ونهاية يوليو. لم يتم تغطية المجال الجوي. وبلغت ديون القوميين لألمانيا 150 مليون مارك ألماني. في 9 يوليو اقترح السفير الهولندي على بريطانيا صياغة تسوية. أسماها اللورد بليموث «مخطط تسوية للتحكم في عدم التدخل». فتم استبدال الدوريات البحرية بمراقبين في الموانئ والسفن، وجرى استئناف إجراءات مراقبة الأرض. لن يتم منح حقوق الدول المتحاربة حتى يتم إحراز تقدم كبير في انسحاب المتطوعين. كان الفرنسيون غاضبين واعتبروا أن بريطانيا تميل نحو ألمانيا وإيطاليا. فطالب غراندي بمناقشة حقوق الدول المتحاربة قبل المتطوعين. بينما أصر الممثل السوفيتي ميسكي على مناقشة المتطوعين أولاً.

### مؤتمر نيون وما بعده
في سنة 1937 كانت جميع القوى مستعدة للتخلي عن اتفاقية عدم التدخل. فاشتكى سيانو لحكومته من أن القوات الإيطالية جاهزة في إيطاليا ولكن لم يتم
استخدامها؛ لم يكن الاتحاد السوفياتي مستعدًا لمناقشة حقوق الدول المتحاربة؛ وفكر دلبوس بوساطة من روزفلت أو البابا وفي الوقت نفسه إعداد خطط لحرب فرنسية؛ ورأى رئيس الوزراء البريطاني الجديد نيفيل تشامبرلين تأمين الصداقة مع الإيطالي بينيتو موسوليني كأولوية قصوى. أكد إيدن أنه يرغب في أن يفوز فرانكو وبالتالي يتم تقليص المشاركة الإيطالية والألمانية. اعتبر تشامبرلين إسبانيا من التعقيدات المزعجة التي يجب نسيانها. بحلول نهاية يوليو 1937 أضحت اللجنة في طريق مسدود، وكان مخرجات الأهداف الناجحة للحرب الأهلية الإسبانية ليست في صالح الجمهورية. بدأت حرب الغواصات الإيطالية غير المقيدة في 12 أغسطس. اعتقدت الأميرالية البريطانية أن جهد السيطرة الكبير كان أفضل حل من أربعة حلول تم طرحها ردًا على هجمات على الشحن البحري البريطاني. وفي 27 أغسطس قررت اللجنة أن الدوريات البحرية لا تبرر نفقتها وسيتم استبدالها كما هو مخطط لها بمراقبين في الموانئ.
| ”                                 | سد مخروم أفضل من عدم وجود سد. | “ |
| —أنتوني إيدن on non-intervention. |                               |   |

رتب البريطانيون مؤتمر نيون في سبتمبر 1937 لجميع أطراف سواحل المتوسط مع مناشدات إيطاليا وألمانيا بالتعامل مع القرصنة وغيرها من القضايا التي ناقشها المؤتمر. فقرر المؤتمرون أن الأساطيل الفرنسية والبريطانية ستقوم بدوريات في البحر غرب مالطا وتهاجم الغواصات المشبوهة، أو السفن الحربية التي تهاجم الشحن المحايد. وفي 18 سبتمبر طلب خوان نيغرين من اللجنة السياسية لعصبة الأمم بإعادة النظر لإسبانيا وإنهاء عدم التدخل. ولكن إيدن ادعى أن عدم التدخل قد أوقف الحرب الأوروبية. أبلغت العصبة عن الوضع الإسباني بإشارة إلى «فشل عدم التدخل». وفي 6 نوفمبر اجتمعت لجنة عدم التدخل مرة أخرى بخطة للاعتراف بالقوميين على أنهم طرف محارب، بعد أن تم إحراز تقدم كبير، والذي نتج جزئياً من صبر إيدن. قبل القوميون في 20 نوفمبر والجمهوريون في 1 ديسمبر. اقترح الأول أن 3,000 سيكون عددًا معقولًا، وهو في الواقع عدد الإيطاليين المرضى وغير الموثوق بهم الذين يرغب فرانكو في اخراجهم. وقد تم الرد على ذلك من خلال اقتراحات بريطانية بأن 15,000 أو 20,000 قد تكون كافية. وتخلل المحادثات نقاشات أنجلو-إيطالية ثنائية. وفي محاولة لحماية عدم التدخل في تلك الاجتماعات، وهو مافعله على مضض، فانتهى الأمر باستقالة إيدن من منصبه في وزارة الخارجية. وفي 17 مارس 1938 أعادت فرنسا فتح الحدود أمام حركة الأسلحة إلى الجمهورية الضعيفة الآن. وبين منتصف أبريل ومنتصف يونيو، قُتل 21 بحارًا بريطانيًا بهجمات على السفن البريطانية في المياه الإسبانية بالإضافة إلى العديد من مراقبي لجنة عدم التدخل.
في 27 يونيو 1938 وافق ميسكي على إرسال لجنتين إلى إسبانيا، لعد قوات المتطوعين الأجانب وإخراجهم من إسبانيا. وقدر ذلك بكلفة تتراوح بين 1,750,000 و 2,250,000 جنيه إسترليني، وتتحملها الدول الأعضاء في اللجنة. كان القوميون يرغبون في منع سقوط حكومة تشامبرلين المرغوبة لديهم في المملكة المتحدة، وبالتالي فضلوا قبول الخطة بحسرة شديدة، وقبل الجمهوريون الخطة أيضًا. وطالب القوميون بحقوق المحاربين وانسحاب 10,000 من كل طرف، وهو ما كان بمثابة رفض للخطة. وبعد معاهدة ميونخ الذي اعتبره تشامبرلين ناجحًا، واستضافت بريطانيا وساطة مماثلة في إسبانيا. حيث اقترح نيجرين إبعاد الألوية الدولية ومعظمهم الآن من الأسبان في الاجتماع الأخير لعصبة الأمم، مما يدل على ازدرائه للجنة. وبالمثل غادر الإيطاليون إسبانيا بموجب الاتفاقية الأنجلو-إيطالية، وليس من خلال اللجنة.
اعترفت بريطانيا وفرنسا بالحكومة القومية في 27 فبراير 1939. انتقد كليمنت أتلي الطريقة التي تم الاتفاق عليها، واصفًا إياها بأنها «خيانة فظيعة ... سنتان ونصف من التظاهر كذبا بعدم التدخل».

## ملاحظة
1. ↑  انظر أيضا التدخل الألماني في الحرب الأهلية الإسبانية.
2. ↑  Alpert (1998) p. 65 يشير إلى أن أعضاء حزب العمال العاديين ربما عارضوا ذلك.
3. ↑  الدول التي ساهمت هي ألبانيا والنمسا وبلجيكا وبلغاريا وتشيكوسلوفاكيا ودنمارك وإستونيا وفنلندا وفرنسا وألمانيا واليونان والمجر وإيرلندا وإيطاليا ولاتفيا ولتوانيا ولوكسمبورغ والنرويج وبولندا ورومانيا وتركيا والمملكة المتحدة والاتحاد السوفيتي ويوغوسلافيا. (Thomas (1961). p. 277.
4. ↑  اندلعت أزمة التنازل عن العرش [الإنجليزية] في المملكة المتحدة يوم 3 ديسمبر واحتلت عقول الجمهور البريطاني (Thomas (1961). p. 335.)
5. ↑  بنسبة 81 إلى 0 في مجلس الشيوخ الأمريكي و 406 إلى 1 في مجلس النواب الأمريكي. (Thomas (1961). p. 338.)